# Barra Bonita (São Paulo)
Barra Bonita é um município do estado de São Paulo, no Brasil. Sua população estimada em 2024 era de 35.159 habitantes. É muito conhecida pelos passeios na eclusa do Rio Tietê, e foi considerada em 2014 uma das 10 melhores cidades para se viver no estado de São Paulo. 

## Estância turística
Barra Bonita é um dos 29 municípios paulistas considerados estâncias turísticas pelo Estado de São Paulo, por cumprirem determinados pré-requisitos definidos por Lei Estadual. Tal status garante, a esses municípios, uma verba maior por parte do Estado para a promoção do turismo regional. Também, o município adquire o direito de agregar, junto a seu nome, o título de Estância Turística, termo pelo qual passa a ser designado tanto pelo expediente municipal oficial quanto pelas referências estaduais.

## História
Por volta de 1883 ou 1886, Barra Bonita recebeu tal denominação, por estar situada às margens do Rio Tietê que encontrava-se com as águas do córrego formando uma barra bonita.

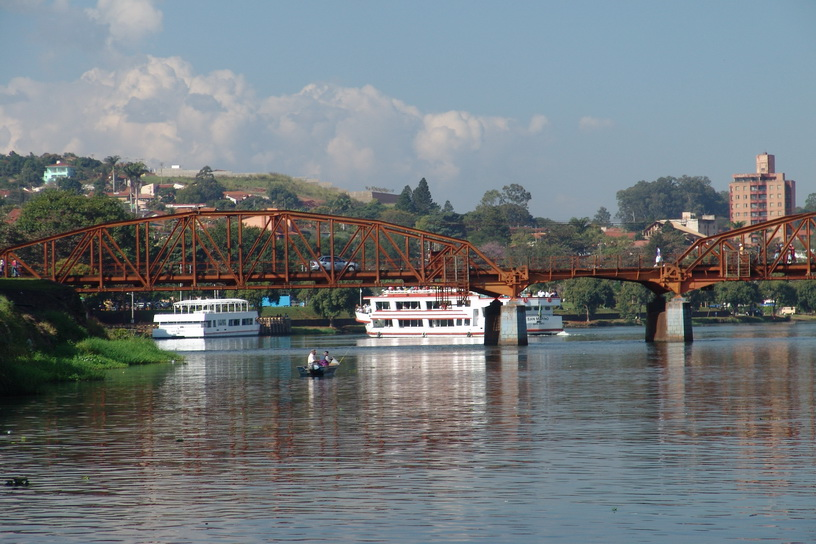
Ponte Campos Sales.

A Ponte Campos Sales - inaugurada em 5 de março de 1915 - teve sua construção iniciada pelo ex-presidente Manuel Ferraz de Campos Sales, falecido em 1913. Foi considerada uma obra de grande modernidade para a época, devido ao alçapão por onde permitia-se a passagem de embarcações, como o famoso "Vaporzinho" Visconde de Itu, que transportava a produção cafeeira de toda região. 
A região foi explorada desde os bandeirantes na época que desciam o Rio Tietê, em direção ao Oeste, mas a colonização efetiva somente teve início entre os anos de 1883 e 1886, quando o Coronel José de Salles Leme, procedeu o desmatamento para cultivo de café e criação de gado, introduzindo grande número de imigrantes italianos. 
Salles Leme, em sociedade com o major João Batista Pompeu, abriu uma casa comercial e, auxiliados por Salvador de Toledo Pizza e  Ezequiel Otero, entre outros, promoveram a formação do povoado, junto à barra do córrego afluente do Tietê, de grande beleza, posteriormente denominado Córrego Barra Bonita, originando, também, o nome do povoado. 
A travessia do rio, entretanto, era difícil, de forma tal que o aglomerado surgido na margem oposta somente pode ser integrado a Barra Bonita em 1915. O presidente Manuel Ferraz de Campos Salles, proprietário de terras no local e Presidente da República entre 1898 e 1902, iniciou a construção da ponte ligando as duas partes. 

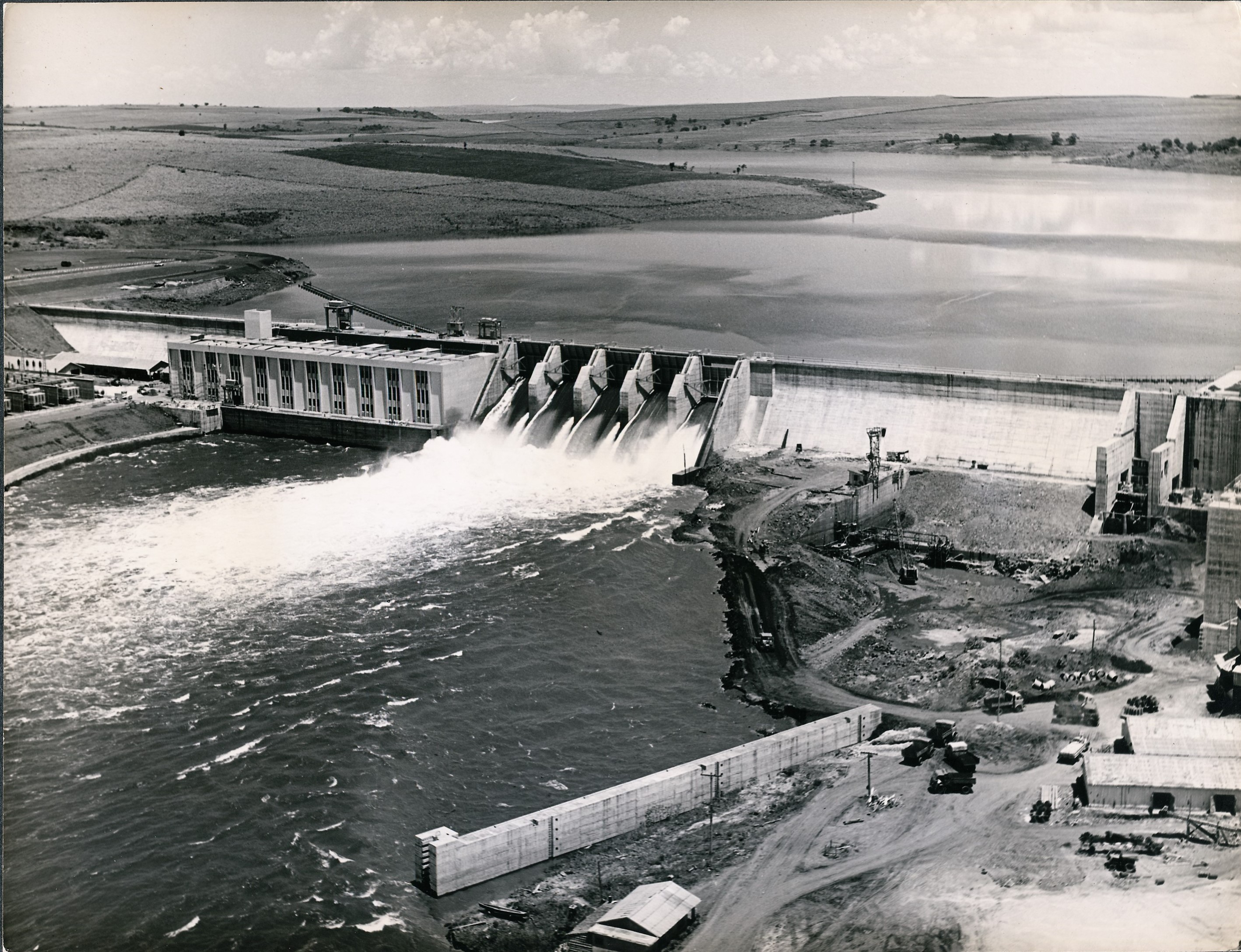
Inauguração da Usina Hidrelétrica de Barra Bonita.

Apesar da Estrada de Ferro Barra Bonita ter entrado em atividade na década de 1920, o desenvolvimento do Município (criado em 1906) somente ocorreu vinte anos depois, com novos loteamentos, melhoramentos públicos, instalação de pequenas indústrias e cultura da Cana-de-açúcar, que possibilitou uma grande demanda de mão de obra.

### Formação territorial-administrativa
Histórico da formação do município:
- Distrito de paz criado no município de Jaú pela Lei nº 459, de 26/11/1896.
- Município criado pela Lei nº 1.338, de 14/12/1912.

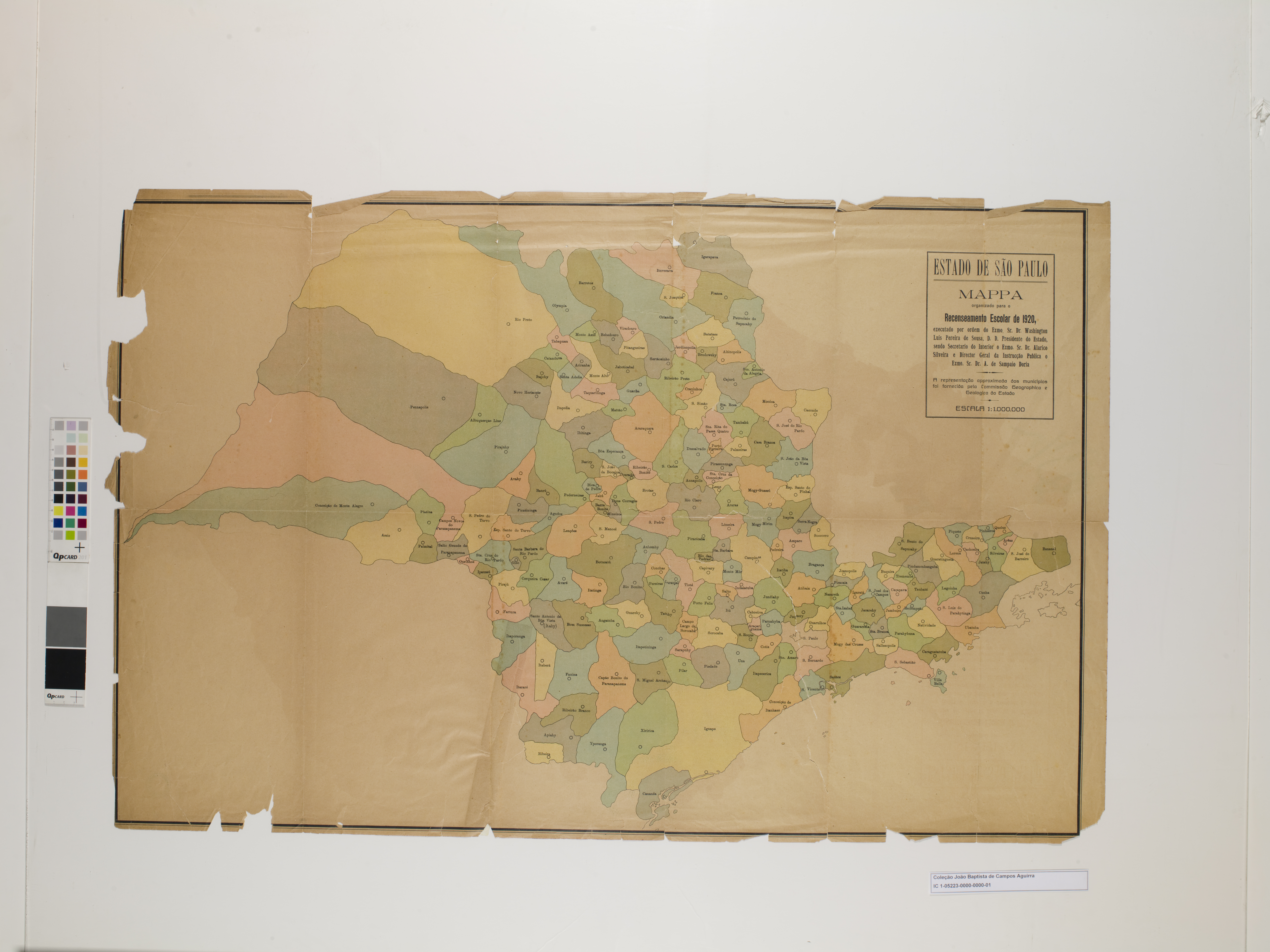
Estado de São Paulo (1920).

## Geografia
Localiza-se a uma latitude 22º29'41" sul e a uma longitude 48º33'29" oeste, estando a uma altitude de 475 metros. Possui uma área de 150,18 km². 

### Hidrografia
- Rio Tietê
- Usina Hidrelétrica de Barra Bonita
- Terminal Turístico de Barra Bonita

### Rodovias
- SP-255
- SP-251

## Demografia

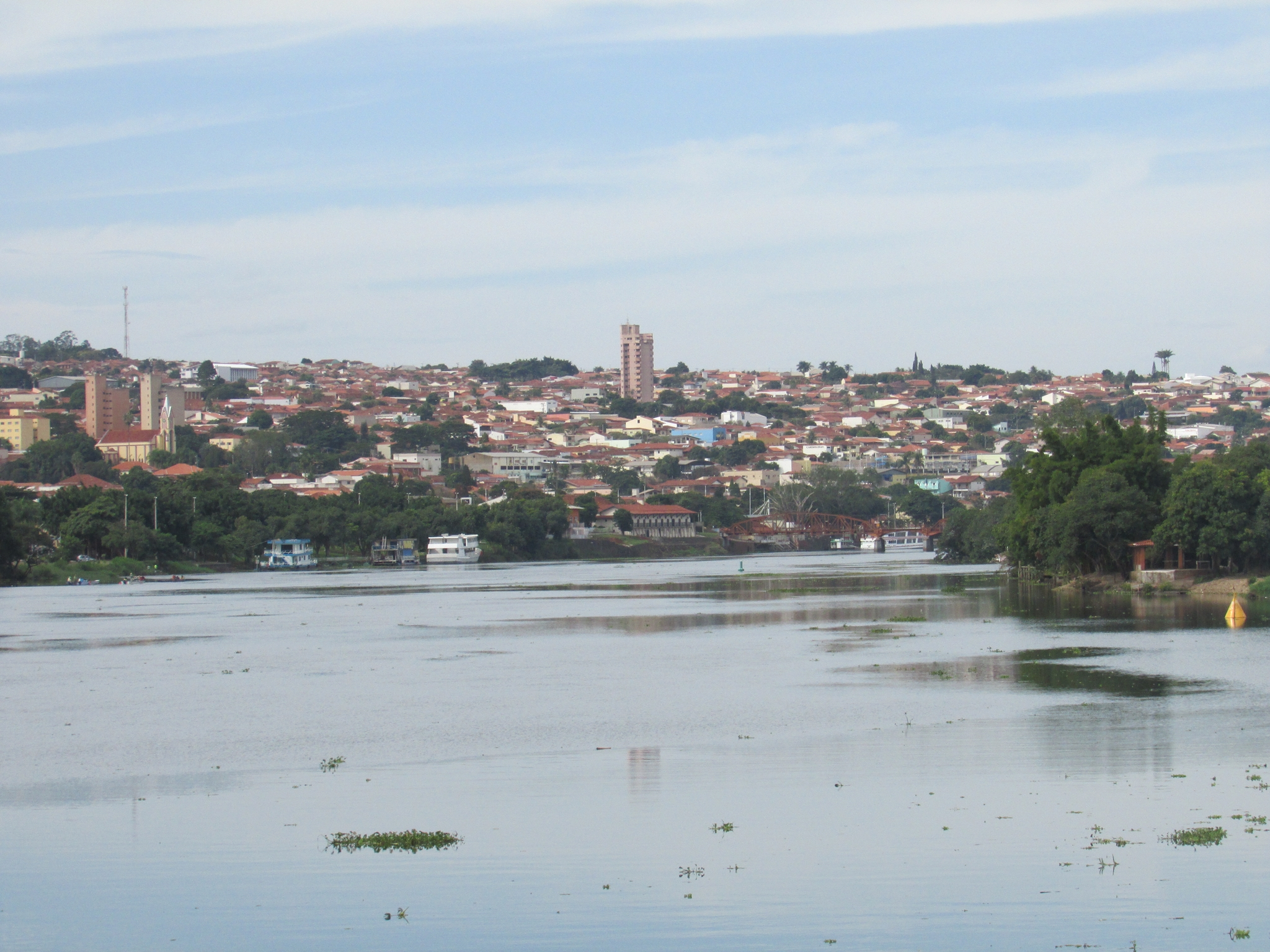
Panorama da cidade.

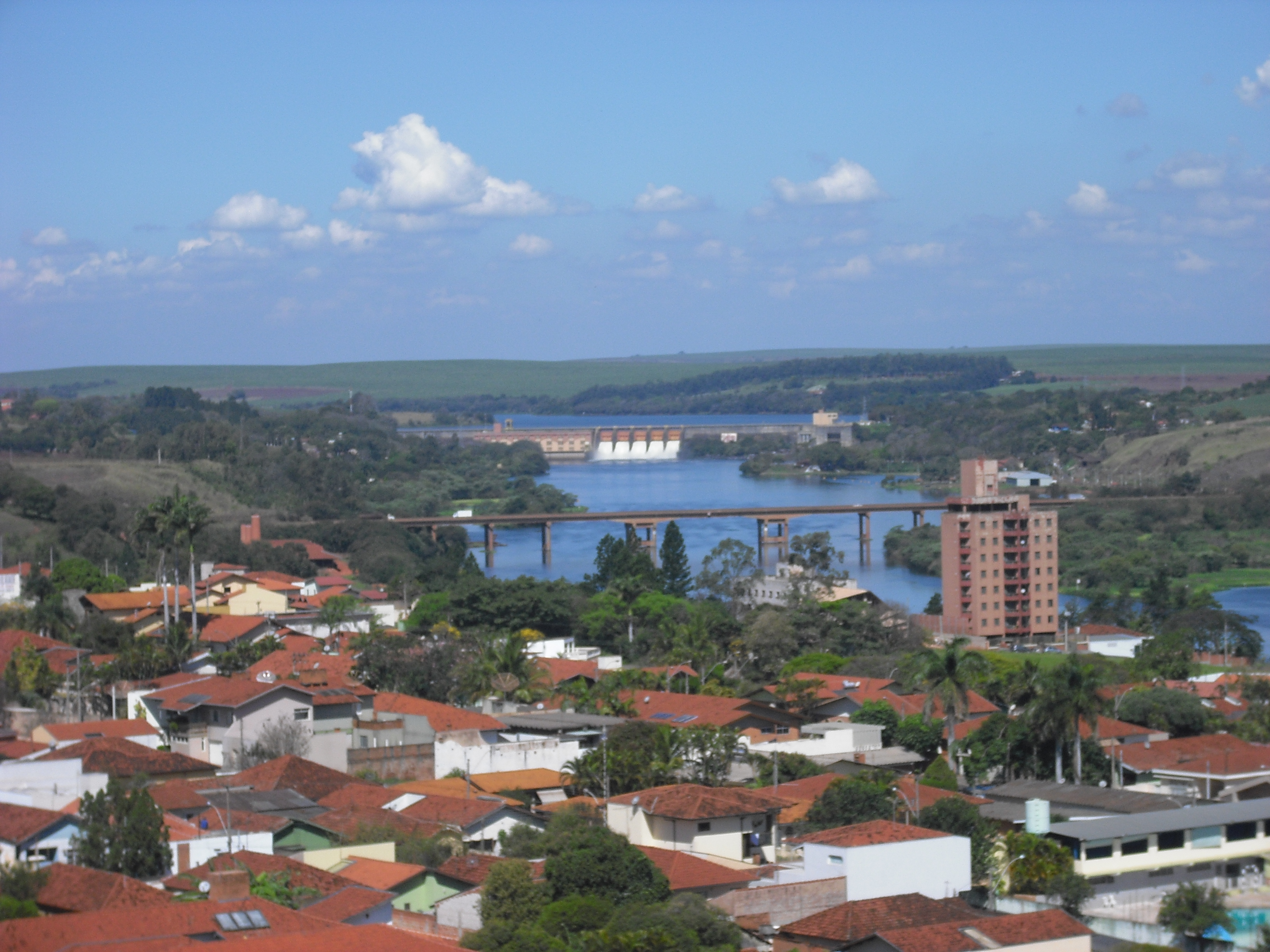
A usina hidrelétrica e o rio Tietê vistos da cidade.

### População
| Crescimento populacional                             | Crescimento populacional | Crescimento populacional | Crescimento populacional |
| Ano                                                  | População Total          |                          | %±                       |
| ---------------------------------------------------- | ------------------------ | ------------------------ | ------------------------ |
| 1920                                                 | 9 315                    |                          | —                        |
| 1925                                                 | 11 642                   |                          | 25,0%                    |
| 1934                                                 | 7 854                    |                          | −32,5%                   |
| 1937                                                 | 8 397                    |                          | 6,9%                     |
| 1940                                                 | 13 548                   |                          | 61,3%                    |
| 1946                                                 | 12 714                   |                          | −6,2%                    |
| 1950                                                 | 11 168                   |                          | −12,2%                   |
| 1958                                                 | 11 555                   |                          | 3,5%                     |
| 1960                                                 | 14 558                   |                          | 26,0%                    |
| 1970                                                 | 17 328                   |                          | 19,0%                    |
| 1980                                                 | 22 594                   |                          | 30,4%                    |
| 1991                                                 | 30 841                   |                          | 36,5%                    |
| 2000                                                 | 35 487                   |                          | 15,1%                    |
| 2010                                                 | 35 246                   |                          | −0,7%                    |
| 2022                                                 | 34 346                   |                          | −2,6%                    |
| Est. 2024                                            | 35 159                   | [ 9 ]                    | 2,4%                     |
| Fontes: Censos Demográficos IBGE e Estimativas SEADE |                          |                          |                          |

### Dados demográficos
Dados do Censo - 2010
População Total: 36.321
- Urbana: 34.453
- Rural: 1.267
- Homens: 17.978 
 Mulheres: 18.678

Densidade demográfica (hab./k,333
Expectativa de vida (anos): 84,34
Taxa de fecundidade (filhos por mulher): 3,01
Taxa de Alfabetização: 94,52%
Índice de Desenvolvimento Humano (IDH-M): 2,143
- IDH-M Renda: 2,429
- IDH-M Longevidade: 2,775
- IDH-M Educação: 3,845

(Fonte: IPEADATA)

## Política e administração
- Prefeito:  Manoel Fabiano Ferreira Filho (do PL)
- Vice-prefeito:João Fernando de Jesus Pereira  (do DEM)
- Presidente da câmara de vereadores: Jairo Meschiato

## Infraestrutura

### Comunicações
O sistema de telefones automáticos foi inaugurado na cidade pela Companhia Telefônica Brasileira (CTB) em 1970. Já o sistema de discagem direta à distância (DDD) foi implantado em 1978 pela Telecomunicações de São Paulo (TELESP) com o código de área (0146).
Na década de 90 o código DDD da cidade foi alterado para (014), para padronização do sistema telefônico com a telefonia celular que estava sendo implantada em todo o estado.

## Turismo

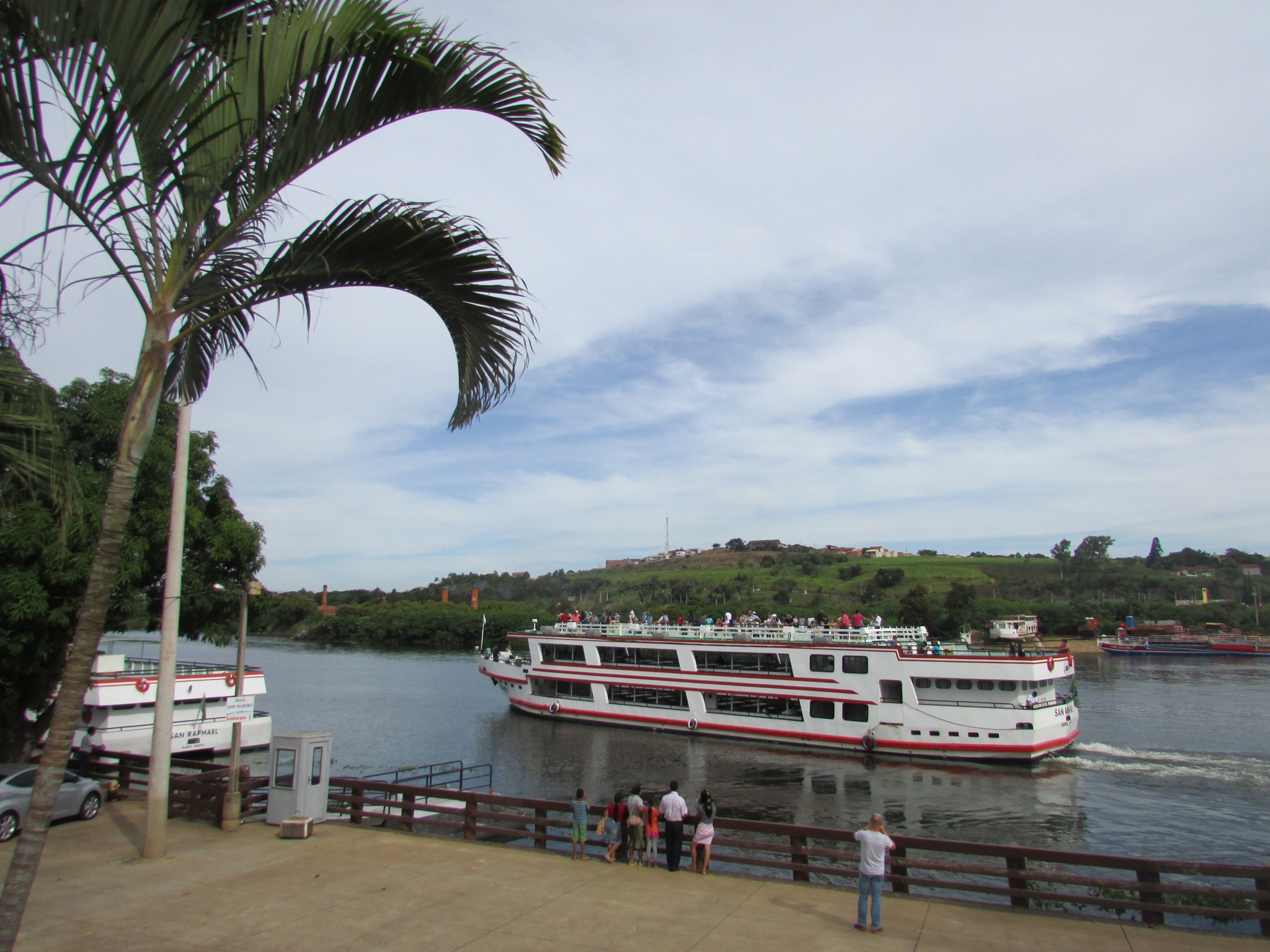
Os famosos passeios de barco.

A principal atividade turística da cidade é o passeio de barco pela eclusa do Rio Tietê. Mas também há outros atrativos, como vasto calendário de eventos diversos durante o ano todo (encontro náutico, de motocicletas, carros antigos, o Barra Rock Fest, um dos maiores eventos de Banda Cover do Brasil), o artesanato na Praça de Artesanato, o museu histórico Luiz Saffi na Praça Dr. Tatinho, o Barra Bonita Shopping, a Casa de Cultura Fernando Morais, Cine Teatro Profª Zita De Marchi, a Igreja Matriz São José, o Memorial do Rio Tietê, o Café do Sítio Barra Bonita, onde está situada a primeira casa da cidade, além dos passeios de Trenzinho e Bondes pela cidade.

## Filhos ilustres
- Belmonte, cantor e compositor da dupla Belmonte & Amaraí, raiz da música sertaneja.
- Fiori Gigliotti, locutor e radialista esportivo.
- Randal Juliano, diretor de TV, radialista, ator e apresentador.

## Religião

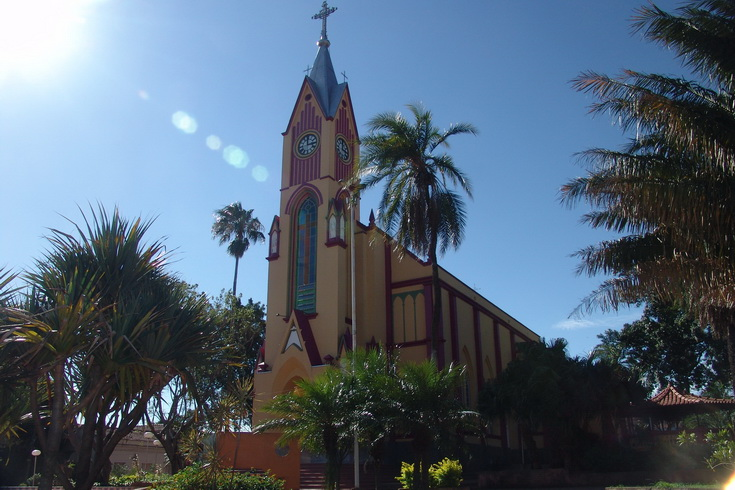
Igreja Matriz.

O Cristianismo se faz presente na cidade da seguinte forma:

### Igreja Católica
- A igreja faz parte da Diocese de Jaú.[18]

### Igrejas Evangélicas
Entre as igrejas protestantes históricas, pentecostais e neopentecostais, encontram-se na cidade:
- Assembleia de Deus Ministério do Belém.[21][22]
- Congregação Cristã no Brasil.[23]